# Walter-hajtómű

A Walter-hajtómű működési elve Rudolf Lusar, Die deutschen Waffen und Geheimwaffen des 2. Weltkrieges und ihre Weiterentwicklung c. könyve alapján

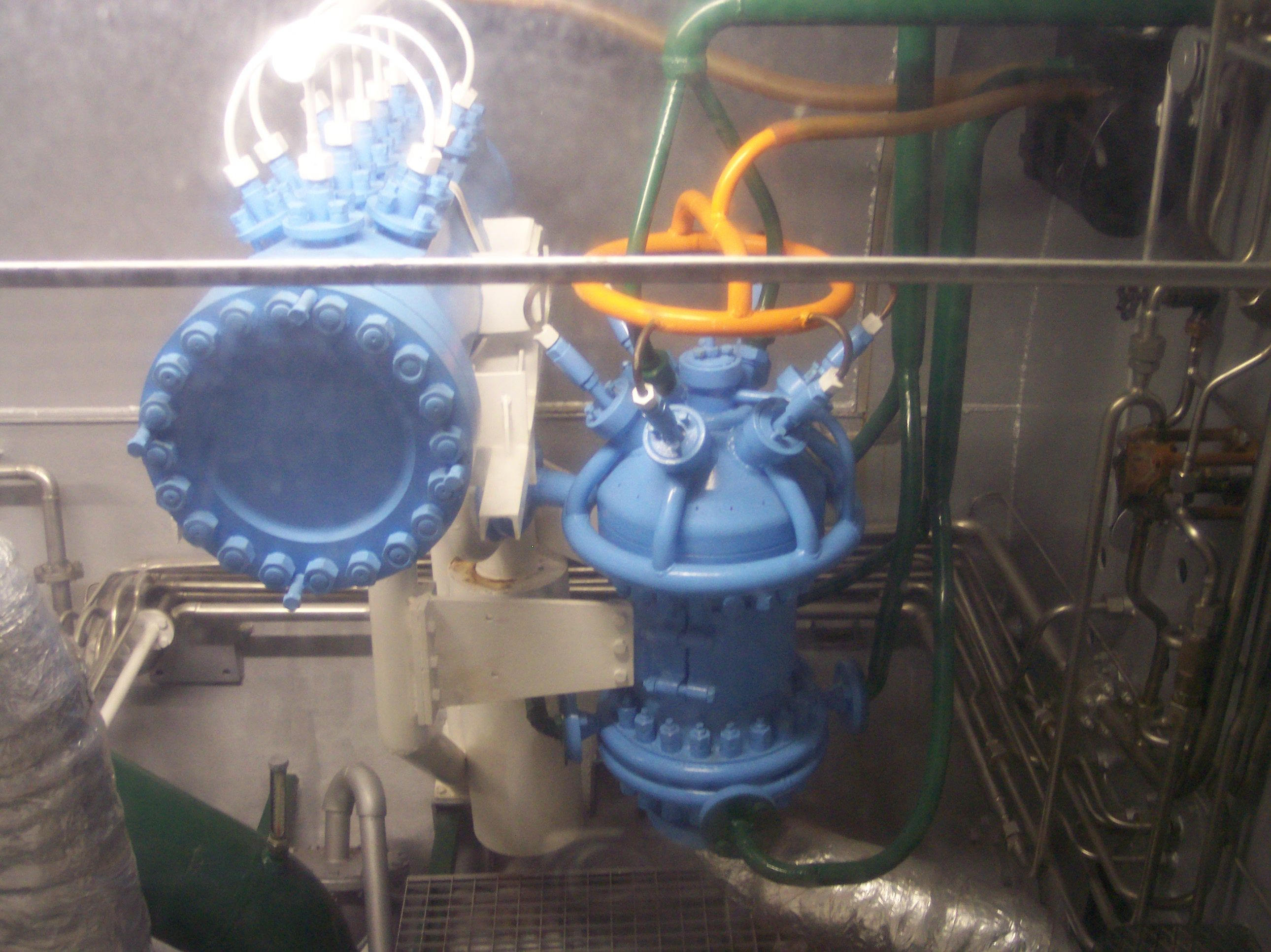
A Walter-hajtómű gőzgenerátora

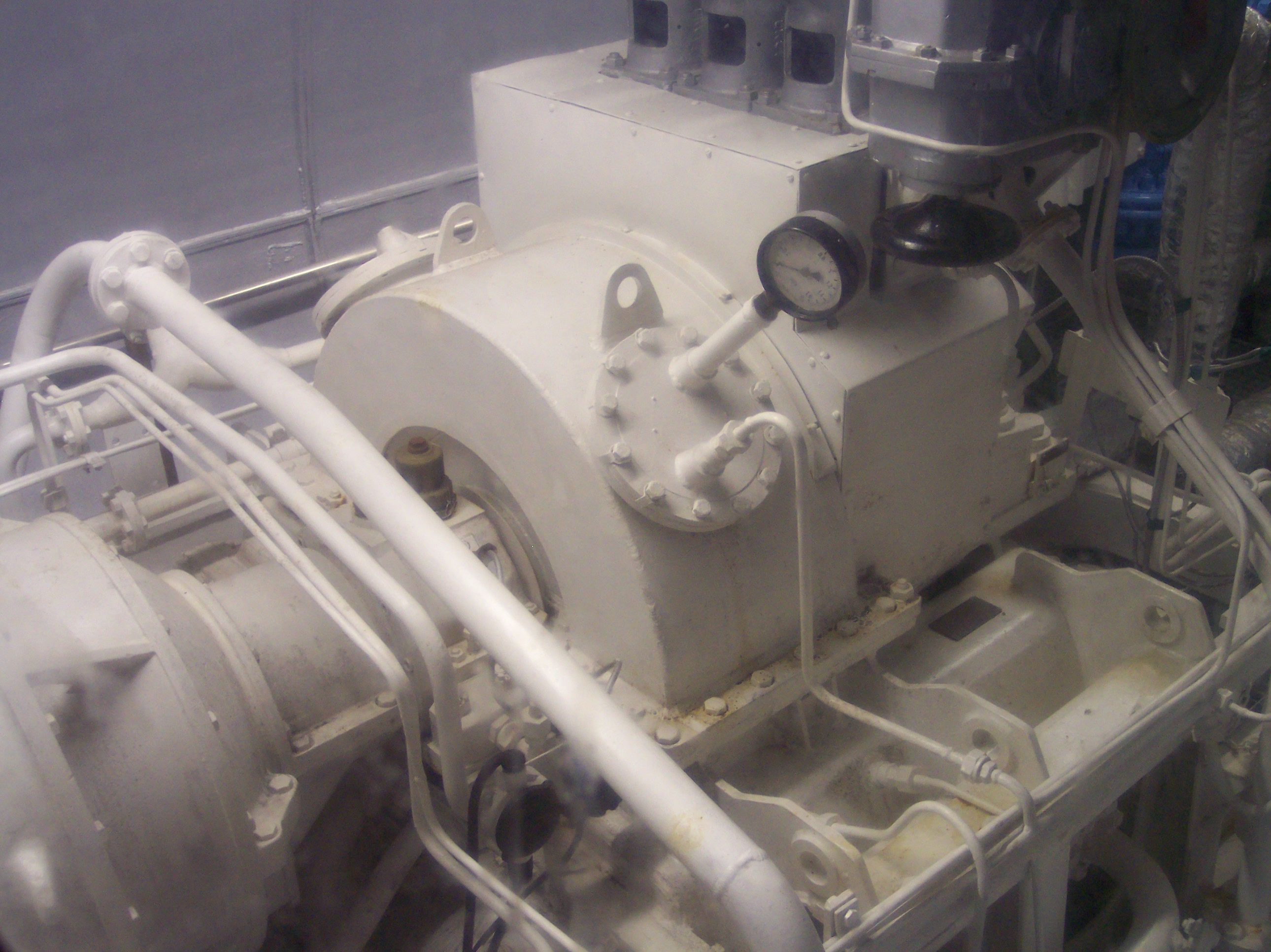
A Walter-hajtómű gőzgenerátora

A Walter-hajtómű Hellmuth Walter fejlesztette ki, kifejezetten tengeralattjárók számára a Reichsmarine/Kriegsmarine megbízásából az 1930-as évek közepétől a kieli Germania hajógyárban. A berendezés egy reaktorból, égőkamrából, gőzturbinából és szeparátorból állt – nem egy egyszerű konstrukció.
Az elsődleges üzemanyag legtöbbször dízel üzemanyag. Az üzemanyag elégetéséhez szükséges oxigént koncentrált hidrogén-peroxid oldatból – háborús fedőnevén – ingolinból biztosították. Az ingolin  először a reaktorba került, ahol reagálva a porózus szerkezetű kálium-permanganát vagy mangán-dioxid (mangán(IV)-oxid) katalizátoron magas hőmérsékletű (550-600 °C-os) vízgőz és oxigén keletkezett belőle.
Az égéskamrában ebbe kerül beporlasztásra  – a többnyire – dízel üzemanyag és került elégetésre. Az égéstérbe további vizet is porlasztottak, így az ott létrejövő 2000 fokon az egész elegy forró gőzzé alakult, ami a turbinára került.
A gőztermelés volumene egy ilyen berendezéssel 35-40 t/h volt, ami 5,5 MW (7500 LE) teljesítmény elérésére is elegendő lehetett.
A turbinákról távozó gőzt hűtővizes kondenzátorral kondenzálták, a keletkezett szén-dioxidot szeparátorral elkülönítették és kompresszorral eltávolították. Buborékmentesen, teljes mértékben lett a tengervízben elnyeletve.

### Története
Az első teszteket a hajtóművel 1940-ben végezték el egy teszt-tengeralattjárón, a VS80-on. A teszteredmények nagyon jók voltak, a hajó a tengerfelszín alatt 28,1 csomós sebességet ért el. A későbbiekben a Wa 201 (U792, U793) és Wk 202-es (U794, U795) típusokat szerelték a hajtással. A háború után néhány hajó még fennmaradt a hajtással.
Az angolok egy Blohm & Voss Typs XVII B tengeralattjárót, az U–1407-et szerezték meg, és állították rendszerbe HMS Meteorite néven, ők a Walter-hajtóművet HTP-nek (High Test Peroxide) nevezték át.
A Szovjetunió a saját típusát SZ–99 néven építette meg. Az angolok saját HTP hajtómű fejlesztésével is kísérleteztek 1956 és 1958 között, e célból átépítették az Explorer nevű hajójukat.
Az átépítés olyannyira nem sikerült, hogy a hajót a személyzete nem hivatalosan Exploder-nek nevezte át. A fő ok, amiért napjainkban a tengeralattjárókból a technológia kikopott az, hogy az eljárás bár rendkívül gyors hajókat eredményez, de zajos, és az általa keltett zajt nagyon nehéz elrejteni.  

## Fordítás
- Ez a szócikk részben vagy egészben a Walter-Antrieb című német Wikipédia-szócikk ezen változatának fordításán alapul.  Az eredeti cikk szerkesztőit annak laptörténete sorolja fel. Ez a jelzés csupán a megfogalmazás eredetét és a szerzői jogokat jelzi, nem szolgál a cikkben szereplő információk forrásmegjelöléseként.